# Giordana Angi
Giordana Angi (Vannes, 12 gennaio 1994) è una cantautrice e produttrice discografica italiana con cittadinanza francese.
Dopo aver esordito nel 2012 a Sanremo Social e partecipato al 62º Festival di Sanremo nella sezione "Giovani" con il brano Incognita poesia, nel 2019 ha raggiunto la notorietà dopo aver partecipato alla diciottesima edizione del talent show Amici di Maria De Filippi, in cui si è classificata seconda e ottenuto il premio della critica giornalistica TIM. Nel 2020 ha partecipato al 70º Festival di Sanremo con il brano Come mia madre.

## Biografia

### Primi anni
Nata nel 1994 a Vannes, in Bretagna, da madre francese, assistente di volo, e da padre italiano, ha trascorso i primi anni della sua vita tra Italia e Francia, finché non si trasferisce definitivamente ad Aprilia insieme alla famiglia; ha deciso quindi di dedicarsi alla musica. Tornata in Italia ha preso lezioni di chitarra e di canto jazz, imparando a suonare anche il pianoforte.
È cresciuta con punti di riferimento musicali che vanno da Bob Dylan e i Beatles agli AC/DC, da Édith Piaf a Mina. Ha frequentato il liceo classico. L'11 dicembre 2020, attraverso un lungo post sul suo profilo Instagram, ha invece comunicato di essersi iscritta alla facoltà di lettere e filosofia all'Università.

### 2012-2017: Sanremo Social e Festival di Sanremo 2012
Nel 2012 è stata selezionata fra i sessanta finalisti del concorso canoro Sanremo Social, dove ha partecipato con il brano Incognita poesia. Successivamente ha gareggiato con lo stesso brano al 62º Festival di Sanremo nella sezione "Giovani", non riuscendo però a classificarsi tra i finalisti. Successivamente è diventata interprete di Poker Generation, brano colonna sonora dell'omonimo film di Minigotto.
Nel 2015 ha collaborato con gli Absolut e partecipato al loro singolo Ti lascio andare. Nel 2016 è uscito il suo primo singolo Chiusa con te (XXX) per l'etichetta Sugar Music, prodotto da Tiziano Ferro. L'anno successivo ha cantato Bam Bam, la sigla della seconda edizione del Lazio Pride; nello stesso anno è uscita la canzone Amarti (qui ed ora).

### 2018-2019: Partecipazione adAmici 18e il primo albumCasa
Nel 2018 è stata autrice del brano Senza appartenere di Nina Zilli, con cui quest'ultima ha gareggiato al 68º Festival di Sanremo. Nel mese di novembre ha partecipato ai provini della diciottesima edizione del talent show musicale in onda su Canale 5 Amici di Maria De Filippi, accedendo poi alla fase iniziale. Il 30 marzo 2019 ha ottenuto l'accesso alla fase serale del programma e il 25 maggio seguente è arrivata in finale, uscendone seconda e aggiudicandosi il premio della critica giornalista TIM. Durante il percorso all'interno del talent di Amici ha pubblicato diversi inediti tra cui, Casa, Chiedo di non chiedere, Quante volte ad aspettarti, Questa è vita e Ti ho creduto. All'interno della scuola ha inoltre stretto amicizia e collaborato con Alberto Urso, vincitore della medesima edizione, scrivendo il testo del singolo Accanto a te, contenuto nell'album Solo.
Il singolo Casa ha esordito alla 44ª posizione della classifica Top Singoli, ottenendo successivamente la certificazione di platino con oltre 70 000 copie certificate. L'omonimo EP, pubblicato il 19 aprile 2019, ha esordito alla seconda posizione dalla classifica FIMI Album, ricevendo il disco d'oro per le oltre 25 000 copie vendute. Il 24 maggio è stata pubblicata un'edizione speciale del progetto, con l'inserimento di due brani: Tra Parigi e Los Angeles e Guardarci dentro.
Il 5 luglio 2019 è stato reso disponibile il singolo Chiedo di non chiedere, secondo estratto dall'EP Casa con una parte in francese presentato ai casting di Amici insieme a Quante volte ad aspettarti. In seguito al Casa Instore Tour, il 27 maggio 2019 è stato annunciato il Casa Tour che comprende diverse tappe tra cui Milano e Roma, rispettivamente il 6 e l'11 ottobre all'Alcatraz e all'Atlantico. Il 14 luglio si è esibita con i singoli Casa e Chiedo di non chiedere al Battiti Live.

### 2019-2020:Voglio essere tuae Festival di Sanremo 2020
Il 26 agosto 2019 è stato pubblicato il singolo Stringimi più forte, che ha preceduto un secondo progetto discografico e certificato disco d'oro dalla FIMI. L'album, intitolato Voglio essere tua, è stato pubblicato l'11 ottobre 2019 ed ha esordito alla prima posizione dalla classifica FIMI Album, prima artista donna a raggiungere questo traguardo nel 2019. All'interno del disco sono presenti dieci brani e il primo della tracklist, Oltre mare, è stato registrato insieme al suo ex compagno di scuola in Amici, Alberto Urso. Prima dell'effettiva pubblicazione, la canzone è divenuta la sigla di inizio puntata della prima edizione di Amici Celebrities, nella quale i due cantanti hanno vestito i panni di coach delle due squadre in gara.
Il 4 ottobre 2019 è stato annunciato il Voglio essere tua Instore Tour, iniziato da Palermo il 12 ottobre e che in seguito ha toccato altre grandi città italiane, tra cui Roma e Milano. Il 24 novembre dello stesso anno ha annunciato, tramite i suoi social, un concerto evento in programma per il 23 maggio 2020 al Palalottomatica di Roma che successivamente è stato annullato a causa dell'emergenza causata da COVID-19 in Italia. Nel corso del 2019 ha scritto e prodotto alcuni brani per il settimo album di Tiziano Ferro, Accetto miracoli, tra cui il singolo omonimo, Casa a Natale e Buona (cattiva) sorte. Ha anche scritto il brano Solo con te, estratto dal secondo album in studio Il sole ad est di Alberto Urso.
Il 31 dicembre 2019, dopo aver preso parte a L'anno che verrà condotto da Amadeus, è stata resa nota la sua partecipazione al 70º Festival di Sanremo, dove nel febbraio 2020 ha gareggiato in gara con il brano Come mia madre. Al termine della kermesse musicale si è piazzata al ventesimo posto nella classifica finale. Il singolo è stato inserito nella riedizione dell'album Voglio essere tua, intitolata Sanremo Edition.

### 2020-2022:Mi muovoeQuesta fragile bellezza
A maggio 2020 è stata confermata nel cast della prima edizione del talent show Amici speciali assieme a Gaia, The Kolors, Michele Bravi e Irama. Il 14 maggio ha pubblicato il singolo Amami adesso, seguito il 19 novembre dal singolo Siccome sei. Il 30 aprile 2021 ha pubblicato il singolo Tuttapposto, che ha visto la collaborazione di Loredana Bertè.
Il 14 maggio ha pubblicato il suo secondo album in studio Mi muovo, contenente i singoli Amami adesso, Siccome sei, Tuttapposto e dal nuovo singolo Farfalle colorate, pubblicato il 16 luglio. L'album ha esordito all'11ª posizione della classifica FIMI. Nel corso dell'anno ha scritto i brani 0 passi e Mentre ti spoglio del finalista di ventesima edizione di Amici Deddy, supervisionando e producendo parte del disco di debutto. Nel corso dell'anno ha scritto il brano Il nostro tempo, presente nell'album Tutto accade di Alessandra Amoroso. Ha partecipato come giudice per i casting iniziali della ventunesima edizione di Amici e collaborato nel corso del programma come tutor e coach di canto.
Il 26 novembre 2021 ha pubblicato il singolo Passeggero. Il 22 aprile 2022 è uscito il singolo Le cose che non dico, seguito il 21 settembre dal singolo Un autunno fa. Il 28 ottobre ha pubblicato il suo terzo album in studio Questa fragile bellezza, contenente i brani Passeggero, Le cose che non dico e Un autunno fa e successivamente ha raggiunto la 27ª posizione della classifica FIMI.

### 2022-2023: La fondazione della 21co eGiordana
Nel 2022 ha fondato l'etichetta discografica 21co, assieme a Mamo Giovenco, Emanuela Sempio, Gabriele Costanzo, il cantante Briga e la Fascino PGT. Angi ha ricoperto il ruolo di A&R dell'etichetta, per la quale è stata socia del gruppo fino al 2023. Il 29 marzo è stata resa disponibile la sua collaborazione con il cantautore Pascal Obispo nel brano J'étais pas fait pour le bonheur, in cui lei ha cantato in tre lingue (francese, inglese e spagnolo). Nello stesso anno ha aperto i venticinque concerti di Pascal Obispo in Francia, attraverso la tournée Giordana Angi Tour - Opening For Pascal Obispo.
Il 1º settembre 2023 è uscito Photo, singolo destinato per l'etichetta Cherrytree Records e per le radio francesi. Il 19 ottobre son uscite quattro versioni del brano (in italiano, inglese, francese e spagnolo). Il 10 novembre ha pubblicato il secondo EP Giordana, anch'esso in quattro versioni e contenente i brani Photo, Con questa luce (uscito lo stesso giorno, a cui sono state realizzate quattro in italiano, inglese, francese e spagnolo in collaborazione con il cantante e rapper Shaggy) e il nuovo singolo Ritorno sempre a te, uscito il 5 gennaio 2024.

### 2023-presente:She's so Great
Nel 2023, dopo aver lasciato Amici e l'etichetta 21co, ha iniziato a concentrarsi su un nuovo progetto internazionale a Londra. Il 15 marzo 2024 è uscito il singolo Take Us Home, che ha anticipato l'uscita del suo quarto album in studio She's so Great, progetto internazionale pubblicato il 24 maggio seguente, distribuito dall'etichetta Cherrytree Records e realizzato in quattro versioni (italiano, inglese, francese e spagnolo). Per promuovere l'album, dal 27 maggio al 3 agosto, è stata impegnata in tour con Sting, che li ha visti esibirsi con un open act in vari club europei, attraverso la tournée Giordana Angi Tour - Opening For Sting. Il 12 luglio è uscito il singolo in spagnolo Locura Real.
Successivamente, dopo aver firmato con l'etichetta Warner Music Italy, il 15 novembre 2024 ha pubblicato il singolo Piano piano. Il 6 dicembre è stato reso disponibile il singolo Il nostro amore, in collaborazione con Sting. Il 18 aprile 2025 è uscito il singolo Strade, composto durante la tournée con Sting.

## Stile e influenze musicali
La cantautrice ha rivelato di non essere ispirata da un unico genere musicale, ma di trarre ispirazione da artisti molto distanti, tra cui Bob Dylan, Chet Baker, AC/DC, Édith Piaf, Mina, Rihanna, Britney Spears e Drake. Angi inoltre è influenzata dai generi musicali ascoltati nella sua infanzia tra cui Billie Holiday, Aretha Franklin, Ray Charles e in generale alla musica degli anni '60 e '70.
Ispirandosi a Dante Alighieri, Italo Calvino, Alda Merini, Hermann Hesse, la cantautrice ha descritto il suo processo di scrittura dei brani: "La scrittura, per me, è un'urgenza. Rappresenta la libertà e non posso farne a meno. Ogni sera scrivo il mio diario per comprendere i miei stati emotivi, quello che sto vivendo". Ha inoltre affermato: "Scrivere è in assoluto la parte che preferisco di una canzone e scrivere canzoni è un mestiere bellissimo che necessita di cure, attenzioni e tanti tentativi".
L'artista è inoltre polistrumentista, con particolare affezione al pianoforte. Ha inoltre affermato di ispirarsi alla danza moderna, definendola "un modo diverso per esprimere la musica".

## Vita privata
La cantautrice ha dichiarato di essere lesbica.

## Discografia
- 2019 – Voglio essere tua
- 2021 – Mi muovo
- 2022 – Questa fragile bellezza
- 2024 – She's so Great

## Tournée
- 2019 – Casa Tour
- 2020 – Voglio essere tua Tour
- 2021 – Mi muovo Live
- 2022 – Questa fragile bellezza Live
- 2023 – Giordana Angi Tour - Opening For Pascal Obispo (Francia)
- 2024 – Giordana Angi Tour - Opening For Sting

## Programmi televisivi
- Amici di Maria De Filippi 18 (Canale 5, Real Time, 2018-2019) - concorrente
- Amici Celebrities 1 (Canale 5, 2019) - coach
- Amici speciali 1 (Canale 5, 2020) - concorrente

## Partecipazioni a manifestazioni canore
- Festival di Sanremo (Rai 1)
  - 2012 – Non finalista sezione "Giovani" con Incognita poesia
  - 2020 – 20º posto con Come mia madre
- Sanremo Social (2012)

## Riconoscimenti
- Amici di Maria De Filippi
  - 2019 – Premio della critica TIM[107]
- Aprilia
  - 2019 – Premio San Michele[108]
- Meraviglioso Modugno
  - 2019 – Premio Federazione Autori[109]

- Rino Gaetano Day 
  - 2025 - Premio Rino Gaetano